# Slovenia all'Eurovision Song Contest
La Slovenia ha debuttato all'Eurovision Song Contest nell'edizione del 1993 e vi ha partecipato ogni anno da allora fatta eccezione per le edizioni del 1994 e del 2000 (fermata dal meccanismo delle retrocessioni); se si escludono tali stop forzati, risulta la nazione ex-jugoslava più presente. La partecipazione è curata dall'azienda radiotelevisiva pubblica Radio Televizija Slovenija (RTV SLO).
Il suo miglior risultato è stato un 7º posto in finale conseguito una prima volta nel 1995 da Darja Švajger con Prisluhni mi e una seconda volta nel 2001 da Nuša Derenda con Energy.

## Storia
La Slovenia iniziò a partecipare all'Eurovision Song Contest nel 1961 come parte della Jugoslavia e la prima rappresentante della Repubblica Federale di nazionalità slovena fu Berta Ambrož nel 1966 alla quale seguirono Lado Leskovar nel 1967, Eva Sršen nel 1970 e Pepel in kri nel 1975.
Con la dissoluzione della Jugoslavia nel 1992 la Slovenia, insieme a Bosnia ed Erzegovina e Croazia, scelse di debuttare all'edizione del 1993 ma l'Unione europea di radiodiffusione (UER) a causa dell'alto numero di nazioni interessate alla partecipazione decise di organizzare un primo round di qualificazioni a cui presero parte le sette nazioni interessate a debuttare al festival musicale europeo (Bosnia ed Erzegovina, Croazia, Estonia, Romania, Slovenia, Slovacchia ed Ungheria). La preselezione, denominata Kvalifikacija za Millstreet, fu organizzata proprio dall'azienda radiotelevisiva slovena Radio Televizija Slovenija (RTV SLO) a Lubiana e promosse le tre ex repubbliche jugoslave, tra cui la stessa Slovenia che si classificò al primo posto con la 1XBand e la loro Tih deževen dan. All'Eurovision Song Contest tuttavia il paese si classificò al 22º posto con appena 9 punti e vista l'introduzione di un nuovo sistema di sbarramento, che prevedeva l'esclusione degli ultimi sette classificati nell'edizione precedente, non poté partecipare all'edizione del 1994.
Per il suo ritorno nel 1995 la Slovenia selezionò Darja Švajger che con la sua Prisluhni mi riuscì a classificarsi al 7º posto. Nonostante i vari cambiamenti al sistema di relegazione dei paesi la Slovenia riuscì a partecipare ininterrottamente fino al 1999, ottenendo tuttavia risultati piuttosto scarsi e dovendo rinunciare, proprio a causa della soglia di sbarramento introdotta, all'edizione del 2000. Come già accaduto precedentemente tuttavia al suo ritorno nel 2001 il paese riuscì a classificarsi nuovamente al 7º posto con Nuša Derenda e la sua Energy; da allora il paese non mancò a nessuna edizione della manifestazione pur continuando ad ottenere risultati piuttosto scarsi e riuscendo a qualificarsi per la finale, a partire dall'introduzione delle semifinali nel 2004, solamente in sette occasioni (2007, 2011, 2014, 2015, 2018, 2019 e 2023).

## Partecipazioni
- Primo posto
- Secondo posto
- Terzo posto
- Ultimo posto

| Anno                            | Artista                     | Canzone                       | Lingua           | Posizione           | Posizione           | Posizione           | Posizione           |
| Anno                            | Artista                     | Canzone                       | Lingua           | Finale              | Punti               | Semi                | Punti               |
| ------------------------------- | --------------------------- | ----------------------------- | ---------------- | ------------------- | ------------------- | ------------------- | ------------------- |
| 1993                            | 1X Band                     | Tih deževen dan               | Sloveno          | 22º                 | 9                   | 1º                  | 54                  |
| Nessuna partecipazione nel 1994 |                             |                               |                  |                     |                     |                     |                     |
| 1995                            | Darja Švajger               | Prisluhni mi                  | Sloveno          | 7º                  | 84                  | Niente semifinali   | Niente semifinali   |
| 1996                            | Regina                      | Dan najlepših sanj            | Sloveno          | 21º                 | 16                  | 19º                 | 30                  |
| 1997                            | Tanja Ribič                 | Zbudi se                      | Sloveno          | 10º                 | 60                  | Niente semifinali   | Niente semifinali   |
| 1998                            | Vili Resnik                 | Naj bogovi slišijo            | Sloveno          | 18º                 | 17                  | Niente semifinali   | Niente semifinali   |
| 1999                            | Darja Švajger               | For a Thousand Years          | Inglese          | 11º                 | 50                  | Niente semifinali   | Niente semifinali   |
| Nessuna partecipazione nel 2000 |                             |                               |                  |                     |                     | Niente semifinali   | Niente semifinali   |
| 2001                            | Nuša Derenda                | Energy                        | Inglese          | 7º                  | 70                  | Niente semifinali   | Niente semifinali   |
| 2002                            | Sestre                      | Samo ljubezen                 | Sloveno          | 13º                 | 33                  | Niente semifinali   | Niente semifinali   |
| 2003                            | Karmen Stavec               | Nanana                        | Inglese          | 23º                 | 7                   | Niente semifinali   | Niente semifinali   |
| 2004                            | Platin                      | Stay Forever                  | Inglese          | Non qualificata     | Non qualificata     | 21º                 | 5                   |
| 2005                            | Omar Naber                  | Stop                          | Sloveno          | Non qualificata     | Non qualificata     | 12º                 | 69                  |
| 2006                            | Anžej Dežan                 | Mr. Nobody                    | Inglese          | Non qualificata     | Non qualificata     | 16º                 | 49                  |
| 2007                            | Alenka Gotar                | Cvet z juga                   | Sloveno          | 15º                 | 66                  | 7º                  | 140                 |
| 2008                            | Rebeka Dremelj              | Vrag naj vzame                | Sloveno          | Non qualificata     | Non qualificata     | 11º                 | 36                  |
| 2009                            | Quartissimo feat. Martina   | Love Symphony                 | Inglese, sloveno | Non qualificata     | Non qualificata     | 16º                 | 14                  |
| 2010                            | Ansambel Žlindre & Kalamari | Narodnozabavni rock           | Sloveno          | Non qualificata     | Non qualificata     | 16º                 | 6                   |
| 2011                            | Maja Keuc                   | No One                        | Inglese          | 13º                 | 96                  | 3º                  | 112                 |
| 2012                            | Eva Boto                    | Verjamem                      | Sloveno          | Non qualificata     | Non qualificata     | 17º                 | 31                  |
| 2013                            | Hannah Mancini              | Straight Into Love            | Inglese          | Non qualificata     | Non qualificata     | 16º                 | 8                   |
| 2014                            | Tinkara Kovač               | Round and Round               | Inglese, sloveno | 25º                 | 9                   | 10º                 | 52                  |
| 2015                            | Maraaya                     | Here for You                  | Inglese          | 14º                 | 39                  | 5º                  | 92                  |
| 2016                            | ManuElla                    | Blue and Red                  | Inglese          | Non qualificata     | Non qualificata     | 14º                 | 57                  |
| 2017                            | Omar Naber                  | On My Way                     | Inglese          | Non qualificata     | Non qualificata     | 17º                 | 36                  |
| 2018                            | Lea Sirk                    | Hvala, ne!                    | Sloveno          | 22º                 | 64                  | 8º                  | 132                 |
| 2019                            | Zala Kralj & Gašper Šantl   | Sebi                          | Sloveno          | 15º                 | 105                 | 6º                  | 167                 |
| 2020                            | Ana Soklič                  | Voda                          | Sloveno          | Edizione cancellata | Edizione cancellata | Edizione cancellata | Edizione cancellata |
| 2021                            | Ana Soklič                  | Amen                          | Inglese          | Non qualificata     | Non qualificata     | 13º                 | 44                  |
| 2022                            | LPS                         | Disko                         | Sloveno          | Non qualificata     | Non qualificata     | 17º                 | 15                  |
| 2023                            | Joker Out                   | Carpe diem                    | Sloveno          | 21º                 | 78                  | 5º                  | 103                 |
| 2024                            | Raiven                      | Veronika                      | Sloveno          | 23º                 | 27                  | 9º                  | 51                  |
| 2025                            | Klemen                      | How Much Time Do We Have Left | Inglese          | Non qualificata     | Non qualificata     | 13º                 | 23                  |

Note
1. ↑  Il brano contiene alcune frasi in portoghese.
2. ↑  L'Eurovision Song Contest 2020 è stato cancellato a causa della pandemia di COVID-19.

## Statistiche di voto
Fino al 2025, le statistiche di voto della Slovenia sono:
| # | Stato                | Punti |
| - | -------------------- | ----- |
| 1 | Italia               | 163   |
| 2 | Croazia              | 155   |
| 3 | Svezia               | 148   |
| 4 | Serbia               | 144   |
| 5 | Bosnia ed Erzegovina | 100   |

| # | Stato                | Punti |
| - | -------------------- | ----- |
| 1 | Croazia              | 118   |
| 2 | Bosnia ed Erzegovina | 61    |
| 3 | Serbia               | 60    |
| 4 | Russia               | 35    |
| 5 | Macedonia del Nord   | 33    |

| # | Stato   | Punti |
| - | ------- | ----- |
| 1 | Croazia | 277   |
| 2 | Serbia  | 240   |
| 3 | Svezia  | 214   |
| 4 | Ucraina | 174   |
| 5 | Italia  | 163   |

| # | Stato                | Punti |
| - | -------------------- | ----- |
| 1 | Croazia              | 206   |
| 2 | Serbia               | 129   |
| 3 | Bosnia ed Erzegovina | 110   |
| 4 | Polonia              | 101   |
| 5 | Montenegro           | 91    |

## Slovenia come parte della Jugoslavia all'Eurovision Song Contest
Solo per quattro volte una canzone di lingua slovena fu la scelta della Jugoslavia per l'Eurovision Song Contest.
- Primo posto
- Secondo posto
- Terzo posto
- Ultimo posto

| Anno | Artista       | Lingua       | Canzone                 | Posizione | Posizione |
| Anno | Artista       | Lingua       | Canzone                 | Finale    | Punti     |
| ---- | ------------- | ------------ | ----------------------- | --------- | --------- |
| 1966 | Berta Ambrož  | Sloveno      | Brez besed              | 7º        | 9         |
| 1967 | Lado Leskovar | Serbo-croato | Vse rože sveta          | 8º        | 7         |
| 1970 | Eva Sršen     | Sloveno      | Pridi, dala ti bom cvet | 11º       | 4         |
| 1975 | Pepel in kri  | Sloveno      | Dan ljubezni            | 13º       | 22        |